# Michèle Pirazzoli-T'Serstevens
Ne doit pas être confondu avec Paolo Antonio Pirazzoli.
Michèle Pirazzoli-T'Serstevens est une spécialiste de l'art et de l'archéologie de la Chine, directrice d'études à l'École pratique des hautes études, née le 5 octobre 1934 dans le 16e arrondissement de Paris, ville où elle est morte le 26 juillet 2018 dans le 5e arrondissement.

## Biographie
Après des études secondaires au lycée Racine de Paris, Michèle Pirazzoli-T'Serstevens est diplômée de l'École nationale des langues orientales vivantes (vietnamien et chinois). En 1957, elle est élève de la section supérieure de l'École du Louvre (Inde et Extrême-Orient), où elle soutient une thèse en 1959. Elle étudie ensuite à l'université de Pékin de 1964 à 1965. Elle obtient un doctorat d'État en 1971. Sa thèse porte sur La Civilisation du royaume de Dian à l’époque Han : d'après le matériel exhumé à Shizhai shan (Yunnan).
Elle est assistante puis conservateur-adjoint et enfin conservateur (1969-1977) au musée Guimet et, parallèlement, enseigne l'histoire des arts de l'Extrême-Orient à l'École du Louvre. Elle a été pensionnaire à la Maison franco-japonaise de Tokyo de 1974 à 1975.
En 1977 elle inaugure, à l’École pratique des hautes études, la première chaire d’archéologie de la Chine ancienne en Europe. Elle assure son enseignement et sa direction d'études jusqu'en 2002.
Tout au long de sa carrière elle publie de nombreux articles dans l’Encyclopædia Universalis, l’Annuaire de l'École pratique des hautes études. Section des sciences historiques et philologiques, ainsi que dans Arts asiatiques, dont elle est membre du comité de rédaction pendant plus de trente ans.
Michèle T'Serstevens s'est mariée avec Paolo Antonio Pirazzoli (1939-2017), géographe, directeur de recherche au CNRS.

## Distinctions et récompenses
- Chevalier dans l'ordre national du Mérite
- Officier dans l'ordre des Palmes académiques.

Prix (1976) Delalande-Guérineau de l'Académie des Inscriptions et Belles-Lettres pour son livre La civilisation du royaume de Dian à l'époque Han.
Prix (2009) Herbert Allen Giles de l'Académie des Inscriptions et Belles-Lettres pour son livre Giuseppe Castiglione (1688-1766). Peintre et architecte à la cour de Chine.

## Publications
Les Dynasties Qin et Han, histoire générale de la Chine, 221 av. J.-C.-220 apr. J.-C., Paris : les Belles lettres, 2017, 511 p. (co-auteure Marianne Bujard).
La Civilisation du royaume de Dian à l'époque Han, d'après le matériel exhumé à Shizhai Shan, Yunnan, Paris, 1974, École française d'Extrême-Orient 339 p. + 34 p. de pl.
La Chine des Han, histoire et civilisation, Paris, PUF, 1982. 234 p.
Giuseppe Castiglione (1688-1766), peintre et architecte à la cour de Chine, Paris, Thalia, 2007. 222 p.
La Céramique extrême-orientale à Julfar dans l'émirat de Ra's al-Khaimah, XIVe – XVIe siècle, indicateur chronologique, économique et culturel, Pékin, 2003, École française d'Extrême-Orient, Centre de Pékin.
Une liste très complète des écrits de Michèle Pirazzoli-t'Serstevens est présentée dans le livre d'hommage qui lui est consacré.